# Колібрі-кокетка плямистовусий
Колі́брі-коке́тка плямистовусий (Lophornis gouldii) — вид серпокрильцеподібних птахів родини колібрієвих (Trochilidae). Мешкає в Бразилії і Болівії. Вид названий на честь англійського орнітолога Джона Гульда.

## Опис
Довжина птаха становить 6,8—7,6 см, вага 2,4—2,8 г. У самців лоб золотисто-зелений, блискучий, на тімені помітний темно-рудий чуб. Верхня частина тіла бронзово-зелена, на надхвісті біла смуга. Горло смарагдово-зелене, блискуче. На щоках є направлені в сторони пучки білого пір'я, поцятковані блискучими зеленими плямками. Нижня частина тіла сірувато-зелена. Центральні стернові пера бронзово-зелені, решта стернових пер руді з бронзово-зеленими кінчиками та краями. Дзьоб короткий, прямий, червоний з чорним кінчиком.
У самиць чуб і пучки пір'я на щоках відсутні. Верхня частина тіла у них така ж, як у самців, однак бронзовий відблиск у них відсутній. Горло руде, знизу окаймлене сірувато-зеленою смугою, хвіст бронзовий з рудим кінчиком.

## Поширення і екологія
Плямистовусі колібрі-кокетки поширені від гирла Амазонки в штаті Пара на південний захід до Мату-Гросу і Гояса та до крайнього сходу Болівії. Вони живуть в напіввідкритих і відкритих ландшафтах, зокрема на узліссях тропічних лісів і в саванах серрадо. Зустрічаються на висоті до 800 м над рівнем моря. Ведуть переважно осілий спосіб життя. Живляться нектаром квітів, пересуваючись за певним маршрутом. Сезон розмноження триває з грудня по квітень. В кладці 2 яйця. Інкубаційний період триває 14 днів, пташенята покидають гніздо через 22 дні після вилуплення.

## Збереження
МСОП класифікує стан збереження цього виду як близький до загрозливого. За оцінками дослідників, популяція плямистовусих колібрі-кокеток становить від 28 до 376 тисяч дорослих птахів. Їм загрожує знищення природного середовища.